# Riserva selezionata
La riserva selezionata è una particolare componente delle forze armate italiane, appartenente alla composizione della riserva militare. È composta esclusivamente da personale della categoria ufficiali, in possesso di particolari professionalità d’interesse non compiutamente disponibili nell'ambito della forza armata di appartenenza, per soddisfare eventuali esigenze operative, addestrative e logistiche.
L'Esercito Italiano, la Marina Militare italiana e Aeronautica Militare Italiana posseggono tale componente. Dal 2015 la riserva selezionata è presente anche nell'Arma dei Carabinieri.

## Composizione
Possono farne parte:
- ufficiali di complemento in congedo;
- liberi professionisti provenienti dalla vita civile.

Entrambe le categorie per accedervi devono essere in possesso di diploma di laurea rilasciato da una università in Italia.

## Normativa e reclutamento
La disciplina normativa fondamentale era costituita dal regio decreto 16 maggio 1932 n. 819 integrata dal d.lgs 30 dicembre 1997 n. 490, e successivamente dal codice dell'ordinamento militare in base al combinato disposto dagli artt. 674 e 987. Al personale interessato viene assegnato un grado gerarchico in base alla laurea posseduta, all'età, ai titoli professionali ed esperienze possedute secondo la tabella di assegnazione dei gradi stabilita dal decreto del Ministero della difesa del 15 novembre 2004. Una volta in possesso dei titoli richiesti, bisogna presentare istanza scritta presso il comando preposto che valuterà la conformità della domanda alla normativa vigente, nonché il possesso dei requisiti dichiarati dall'aspirante.
In caso di accoglimento dell'istanza, il richiedente sarà convocato presso il centro di selezione della forza armata di appartenenza, per la verifica del possesso dei requisiti psicofisici e attitudinali. Qualora risultasse idoneo, la forza armata si riserverà il diritto di convocare il richiedente presso una delle Accademie e scuole militari in Italia per effettuare il periodo di formazione e addestramento iniziale. Ai professionisti provenienti dalla vita civile il grado militare viene determinato da un'apposita commissione, tenendo conto dell'età, dei titoli e dell'esperienza professionale. Gli ufficiali congedati conservano invece il grado che avevano al momento del congedo, fatte salve le normali procedure previste per l'avanzamento di grado.

## Composizione
È composta da uomini e donne che hanno dichiarato la loro disponibilità a prestare servizio integrati con i militari italiani di carriera o volontari in ferma prefissata, rivestendo i gradi di "ufficiale". Possono fare domanda di appartenere alla riserva selezionata, sia Ufficiali non più in servizio, appartenenti al complemento, sia persone che non hanno alcuna esperienza militare. Per entrambe le categorie, il requisito è il possesso di competenze particolari, generalmente lauree o alte specializzazioni specifiche unite a documentate e solide esperienze professionali.
Gli appartenenti alla riserva selezionata, sono riservisti a tutti gli effetti e vengono richiamati in servizio esclusivamente in caso di necessità dalla forza armata di appartenenza, ma, in tempo di pace, possono comunque prestare servizio per un periodo anche superiore ai 6 mesi l'anno. I riservisti mantengono il loro status di "civili" fino al richiamo, durante il quale sono "militari" a tutti gli effetti, con il conseguente assoggettamento alle Leggi e ai regolamenti di disciplina militare. Il richiamo non può essere coattivo, ma è sempre necessario il consenso dell'interessato.

## Formazione
La formazione degli aspiranti Ufficiali riservisti è effettuata presso gli Istituti di formazione superiori delle Forze Armate e prevede:
- Scuola d'Applicazione e Istituto di Studi Militari di Torino per gli allievi dell'Esercito Italiano
- Accademia navale di Livorno per gli allievi della Marina Militare
- Istituto di Studi Aeronautici di Firenze per gli allievi dell'Aeronautica Militare
- Scuola ufficiali carabinieri di Roma per gli allievi dell'Arma dei Carabinieri

Le discipline studiate durante il periodi di formazione sono principalmente:
- Norme sulla disciplina militare, regolamenti militari, diritto internazionale e di guerra
- Addestramento Individuale al Combattimento (A.I.C.)
- Utilizzo dell'arma individuale
- Tecniche di primo soccorso e igiene personale
- Metodi di orientamento e movimento sul campo di battaglia
- Cooperazione civile-militare

## Funzioni
Gli Ufficiali della Riserva selezionata sono impiegati sia sul territorio nazionale, sia in teatro operativo, principalmente per attività di cooperazione civile-militare (CIMIC) nell'ambito delle operazioni di peacekeeping e di consulenza presso gli alti comandi.
I loro principali campi di impiego sono: la pubblica informazione, la comunicazione operativa, la cooperazione civile-militare. Pur trattandosi di specialisti funzionali il loro impiego all'estero avviene anche in contesti di potenziale contatto con forze ostili.

## Le competenze maggiormente richieste
Tra le competenze ricercate dalle forze armate figurano soggetti muniti di diploma di laurea nelle seguenti discipline:
- Medicina e Chirurgia; (con particolare importanza per chirurgia d'urgenza, anestesia e rianimazione)
- Ingegneria; (informatica, trasporti, telecomunicazioni, elettronica, meccanica, costruzioni navali, costruzioni aerospaziali, idraulica)
- Giurisprudenza; (principalmente esperti in diritto internazionale, diritto pubblico comparato e diritto militare)
- Scienze Politiche e Scienze Strategiche;(principalmente esperti in relazioni internazionali, diplomazia, scienze strategiche)
- Economia; (esperti in industria, commercio, amministrazione pubblica, bilancio)
- Sociologia; (esperti in questioni sociali, etniche, storiche)
- Lingue straniere; (in particolare arabo, farsi e lingue orientali)
- Architettura; (principalmente per attività di progettazione e ricostruzione)
- Informatica;
- Chimica;
- Fisica e Matematica;
- Giornalismo; (con iscrizione all'albo)
- Scienze della comunicazione;
- Psicologia;
- Lettere, Archivistica e Filologia.
- Archeologia.

Per alcune delle posizioni di cui sopra, e limitatamente alla sola Forza Armata dell'Esercito, non è necessariamente richiesto il titolo di laurea, ma è sufficiente possedere un'esperienza professionale rilevante, in particolare:
- Giornalismo
- Informatica
- Interpretariato e Traduzione